# DNK kraj
DNK kraj ili lepljivi kraj su izrazi koji označavaju krajeve molekula DNK. Ovaj koncept je značajan u molekulskoj biologiji, a posebno u kloniranju. Ovaj termin je takođe primenljiv na RNK. Lepljivi krajevi ili kohezivni krajevi formiraju bazne parove. Svaka dva komplementarna kohezivna kraja se mogu spojiti nezavisno od njihovog porekla. Ovo spajanje je privremeno, i DNK ligaza je neohodna za formiranje kovalentne veze između šećerno fosfatnih ostataka susednih nukleotida.

## Jednolančani DNK molekuli
Jednolančani otvoreni DNK molekuli imaju dva različita kraja, 3' i 5' kraj. Brojevi se odnose na numericiju ugljenika u dezoksiribozi. Ona je šećer koji formira znatan deo osnove DNK molekula. 5' ugljenik jedne dezoksiriboze je vezan za 3' ugljenik druge putem fosfatne grupe. 5' ugljenik ove dezoksiriboze je zatim spojen sa 3' ugljenikom sledeće, i tako duž celog molekula.

## Dvolančani molekuli
Kad dvolančanih DNK molekula lanci imaju suprotne smerove. Jedan kraj molekula ima 3' kraj lanca 1 i 5' kraj lanca 2, i vice versa na drugom kraju. Postojanje dva lanca omogućava mnogobrojne varijacije.

### Tupi krajevi
Najjednostavniji DNK kraj dvolančanaog molekula je tup kraj kod koga se oba lanca završavaju u istom baznom paru. Tupi krajevi nisu uvek poželjni u biotehnologiji pošto upotreba DNK ligaza za spajanje molekula ima znatno niži prinos. Oni su isto tako nepodesni kod subkloniranja jer može doći do umetanja DNK segmenata sa suprotnom orijentacijom od željene. S druge strane, tupi krajevi su uvek međusobno kompatibilni. Ovo je primer segmenta DNK sa tupim krajevima:

### Prepusti i lepljivi krajevi
Krajevi koji nisu tupi imaju prepuste. Prepust je segment nesparenih nukleotida na kraju DNK molekula. Ti nespareni nukleotidi mogu da budu na bilo kojem lancu, čime se formiraju 3' ili 5' prepusti. U većini slučajeva oni su palindromski.
Najjednostavniji slučaj prepusta je jedan nespareni nukleotid. Takva prepust je najčešće adenozin i formira se kao 3' prepust pomoću nekih DNK polimeraza. To se često koristi u PCR kloniranju. Proizvod se spaja sa linearnim DNK molekulom sa 3' timinskim prepustima. Pošto adenin i timin formiraju bazni par to omogućava spajanje dva molekula ligazom, dajući kružni molekul. Ovo je primer A-prepusta:
Duži prepusti se nazivaju kohezivni krajevi ili lepljivi krajevi. Oni se najčešće formiraju pomoću restrikcionih endonukleaza prilikom presecanja DNK. One često presecaju DNK lance sa četiri baze imeđu mesta presecanja lanaca, formirajući 5' prepust sa četiri baze na jednom molekulu i komplementarni 5' prepust na drugom. Ovi krajevi su kohezivni zato što se lako ponovo spajaju ligazom. Različite restrikcione endonukleaze formiraju različite prepuste, te je moguće preseći DNK segment sa dva različita enzima i zatim ga spojiti sa drugim DNK molekulom sa krajevima formiranim istim enzimima. Pošto prepusti moraju da budu komplementrni da bi mogli da se spoje ligazom, dva molekula se mogu spojiti samo u jednoj orijentaciji. To je često veoma poželjno u molekularnoj biologiji.
Ovo su primeri komplementarnih lepljivih krajeva:
-{
5'-ATCTGACT   +  GATGCGTATGCT-3'
3'-TAGACTGACTACG    +  CATACGA-5'
}-
Oni mogu da formiraju komplementarne bazne parove na prepustima:
-{
                        GATGCGTATGCT-3'
5'-ATCTGACT            CATACGA-5'
3'-TAGACTGACTACG
}-

## Literatura
- Donald Voet; Judith G. Voet (2005). „DNA Replication, Repair, and Recombination”. Biochemistry (3 изд.). Wiley. ISBN 9780471193500.
- Lewin, Benjamin (1997). Genes (6. изд.). Oxford University Press. ISBN 978-0-19-857779-9.
- Brown T.A. (2006). Genomes (3. изд.). Garland Science. ISBN 978-0-8153-4138-3.